# أخو البنات (مسلسل)
اخو البنات مسلسل تلفزيوني مصري صدر عام 1984.

## الملخص
تدور الأحداث حول الطبيب محمد عبدالسلام وشقيقاته الخمس، وكفاحه لأجل توفير حياة كريمة لهن، وتربيتهن رغم عمله بوظيفتين، وإعجابه بجارته مديحة وانقلاب حياته بعد دخول الشابة نورا بها.

## طاقم التمثيل
- محمود ياسين
- فردوس عبدالحميد
- نبيلة السيد
- ماجدة زكي
- ليلى علوي

## روابط خارجية
أخو البنات على موقع كلاسيك